# Fårtjärnarna (Lycksele socken, Lappland, 721080-161308)
Fårtjärnarna är en sjö i Lycksele kommun i Lappland och ingår i Umeälvens huvudavrinningsområde.